# Merbiš
Merbiš (njemački: Mörbisch am See, mađarski: Fertőmeggyes) je naselje i općina u austrijskoj saveznoj državi Gradišće, administrativno pripada Kotaru Željezno-okolica. 

## Stanovništvo
Merbiš prema podacima iz 2010. godine ima 2.325 stanovnika. 1910. godine je imao 1.834 stanovnika većinom Nijemca.

## Vanjske poveznice
- Internet stranica naselja